# Kaldera
Kaldera je geološki oblik koji stvara vulkan kada se uruši sam u sebe, tako stvarajući veliki i poseban oblik vulkanskog kratera. Kaldere mogu biti ispunjene vodom, pa nastaju kraterska jezera. Riječ 'kaldera' dolazi od španjolske riječi caldera što znači "kotao".

## Poznate kaldere
- Afrika
  - Ngorongoro (Tanzanija, Afrika)
  - V. Europa za kaldere na Kanarskim otocima
- Azija 
  - Aira kaldera (Prefektura Kagoshima, Japan)
  - Aso (Prefektura Kumamoto, Japan)
  - Kikai kaldera (Prefektura Kagoshima, Japan)
  - Krakatoa, Indonezija
  - Pinatubo (Luzon, Filipini)
  - Vulkan Taal (Luzon, Filipini)
  - Jezero Toba (Sumatra, Indonezija)
  - Planina Tambora (Sumbawa, Indonezija)
  - Tao-Rusir kaldera (Onekotan, Rusija)
  - Towada (Prefektura Aomori, Japan)
  - Tazawa (Prefektura Akita, Japan)
- Amerike 
  - SAD
    - Mount Aniakchak (Aljaska)
    - Jezero Crater na Mount Mazami (Nacionalni park Crater, Oregon, SAD)
    - Kilauea (Havaji)
    - Moku‘āweoweo kaldera na Mauna Loii (Havaji)
    - Mount Katmai (Aljaska)
    - La Garita kaldera (Colorado)
    - Long Valley (Kalifornija, SAD)
    - Newberry kaldera (Oregon)
    - Mount Okmok (Aljaska)
    - Valle Grande (Novi Meksiko)
    - Yellowstonska kaldera (Wyoming)

  - Drugi
    - Masaya, Nikaragva
- Europa
  - Askja (Island)
  - Campi Flegrei (Italija)
  - Jezero Bracciano (Italija)
  - Caldera de Taburiente (La Palma, Kanarski Otoci, Španjolska)
  - Glencoe, Škotska
  - Santorini (Grčka)
  - Las Cañadas na Teideu (Tenerifeu, Kanarski Otoci, Španjolska)
- Oceanija
  - Jezero Taupo (Novi Zeland)
  - Mount Warning (Australija)
  - Blue Lake (Južna Australija) (Mt Gambier)

- Mars
  - Olympus Mons kaldera
- Venera
  - Maat Mons kaldera

## Vanjski poveznice
- USGS page on calderas (engl.)
- The Caldera of the Tweed Volcano - Australia (engl.)
- Largest Explosive Eruptions: New results for the 27.8 Ma Fish Canyon Tuff and the La Garita caldera, San Juan volcanic field, Colorado  Arhivirana inačica izvorne stranice od 16. prosinca 2005. (Wayback Machine) (engl.)